# Inge Kloepfer

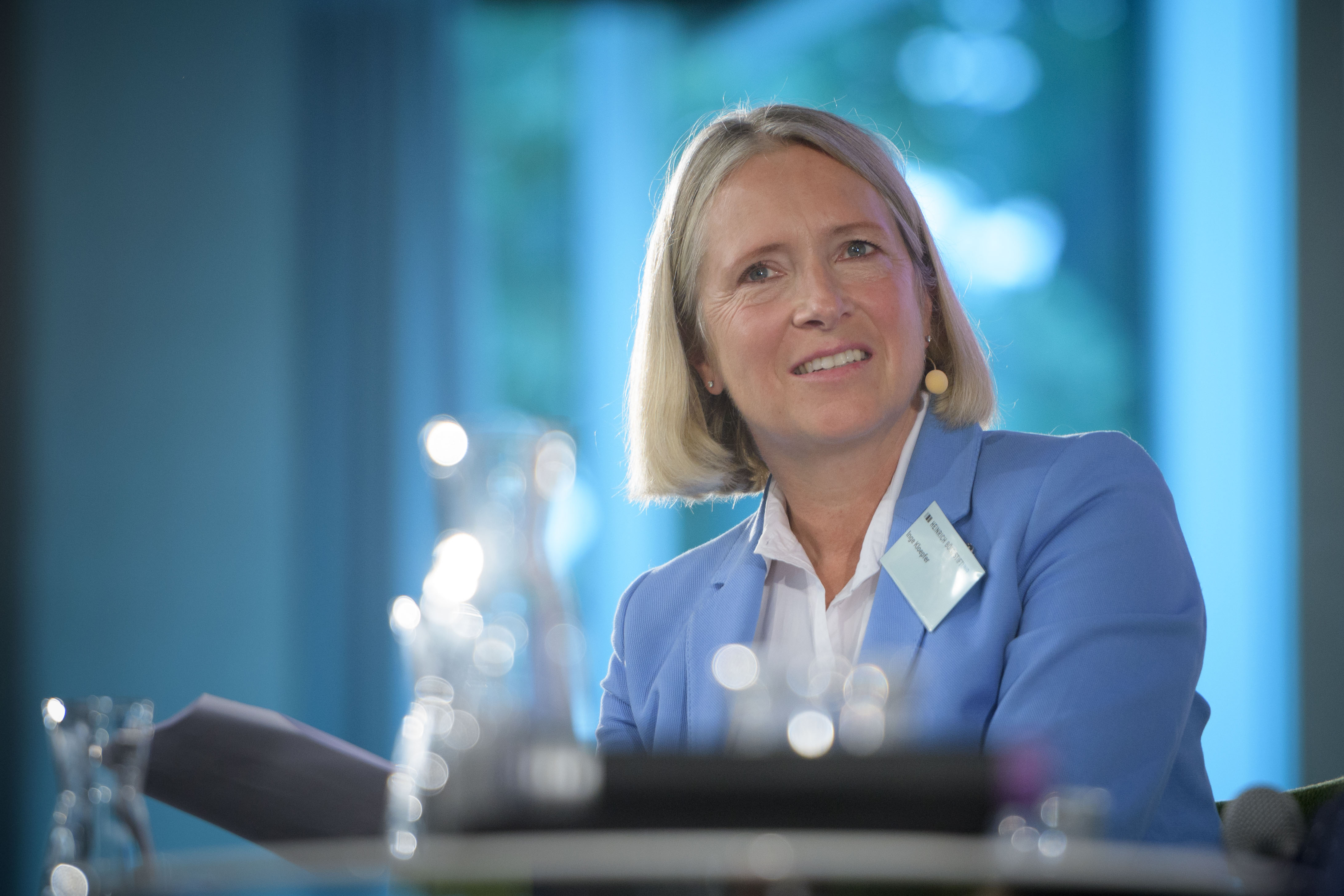
Inge Kloepfer (2018)

Inge Margarete Kloepfer (* 27. April 1964 in München) ist eine deutsche Wirtschaftsjournalistin sowie Sachbuch- und Biographieautorin.

## Leben
Kloepfer wuchs in Essen auf. Nach dem Abitur 1983 studierte sie in Bonn Japanologie und Sinologie. Nach zwei Jahren ihres Studiums studierte sie für ein Jahr an der Shifan-Universität in Taipeh. Während dieser Zeit unternahm sie mehrere Reisen in die Volksrepublik China und andere Länder der Region. Nach ihrer Rückkehr wechselte sie zum Studienfach Volkswirtschaftslehre nach München und schloss dieses 1991 mit dem Examen als Dipl.-Volkswirtin ab. Im Januar 1992 wurde sie Mitglied der Wirtschaftsredaktion der FAZ. Anfangs war sie dort für die Region Osteuropa zuständig, von 1995 bis 2000 für Geld- und Finanzpolitik sowie Banken. Von 2001 bis 2008 berichtete sie für die FAS als Wirtschaftskorrespondentin aus Berlin. Seither arbeitet sie als freie Journalistin und Autorin, hält Vorträge oder moderiert und schreibt noch immer für die F.A.S. Für ihren Bestseller über die Verlegerin Friede Springer wurde sie mit dem Preis „Wirtschaftsjournalist des Jahres 2005“ ausgezeichnet. 2008 erschien ihr vielbeachtetes Buch „Aufstand der Unterschicht - Was auf uns zukommt“. Nach dem 2014 veröffentlichten Buch mit Kent Nagano „Erwarten Sie Wunder! Expect the Unexpected“ folgte eine weitere Veröffentlichung mit einem Dirigenten. 2017 erschien mit Omer Meir Wellber das Buch „Die Angst, das Risiko und die Liebe: Momente mit Mozart“. Im August 2019 zeigte die ARD Kloepfers Film „Einheit, D-Mark, Vaterland – Das schwierige Erbe der Treuhand“, über das Wirken der Treuhand in den Jahren 1990 bis 1994. Anfang März 2021 folgte die Ausstrahlung ihres Films „Fukushima und der deutsche Atomausstieg“ (ARD).
Kloepfer ist verheiratet und lebt mit ihrem Mann und ihren drei Kindern in Berlin.

## Auszeichnungen
- 2005 Wirtschaftsjournalistin des Jahres vom Medium Magazin
- 2020 Helmut Schmidt Journalistenpreis[3]

## Werke
- 2005 Friede Springer. Die Biographie, Hoffmann und Campe, Hamburg, ISBN 978-3-455-09489-3.
- 2007 Peter Hartz : Macht und Ohnmacht, Ein Gespräch mit Inge Kloepfer, Hoffmann und Campe, Hamburg, ISBN 978-3-455-50028-8.
- 2008 Aufstand der Unterschicht. Was auf uns zukommt, Hoffmann und Campe, Hamburg, ISBN 978-3-455-50052-3.
- 2012 Glucken, Drachen, Rabenmütter. Wie junge Menschen erzogen werden wollen, mit Isabel Kloepfer, Hoffmann und Campe, Hamburg, ISBN 978-3-455-50251-0.
- 2012  Neuauflage des Bestsellers Friede Springer. Die Biographie, Hoffmann und Campe, Hamburg, ISBN 978-3-455-50272-5.
- 2014  Kent Nagano : Erwarten Sie Wunder! Expect the Unexpected. Berlin Verlag, Berlin, ISBN 978-3-8270-1233-3.